# 1996 في ألمانيا
فيما يلي قوائم الأحداث التي وقعت خلال عام 1996 في ألمانيا.

## سياسة

### تعيين في المنصب
- 1 يناير – فرانتس مونتيفيرينغ عضو مجلس الشورى الموحد شمال الراين وستفاليا.
- 8 فبراير – غيدو فيسترفيله عضو في البوندستاغ الألماني.
- 1 نوفمبر – إرفين تويفيل رئيس البوندسرات.

## أفلام
من الأفلام التي صدرت هذه السنة في ألمانيا:
- 1 يناير – الرجل الميت من إخراج جيم جارموش.

## برامج ومسلسلات وأنمي
- الحب الممنوع

## مواليد

### يناير
- 11 يناير – ليروي ساني لاعب كرة قدم ألماني.

### فبراير
- 11 فبراير – يوناتان تاه لاعب كرة قدم ألماني.
- 29 فبراير – سيباستيان شميت لاعب كرة سلة ألماني.

### مارس
- 6 مارس – تيمو فيرنر لاعب كرة قدم ألماني.
- 15 مارس – ليفين أوزتونالي لاعب كرة قدم.

### أبريل
- 30 أبريل – فلوريان ألت متسابق دراجات نارية ألماني.

### مايو
- 2 مايو – جوليان براندت لاعب كرة قدم ألماني.
- 3 مايو – فيليب أوتل متسابق دراجات نارية ألماني.

### يونيو
- 3 يونيو – لوكاس كلوسترمان لاعب كرة قدم ألماني.

### يوليو
- 13 يوليو – أندرياس أوبست لاعب كرة سلة ألماني.
- 30 يوليو – دومينيك وايدمان لاعب كرة قدم ألماني.

### أغسطس
- 13 أغسطس – أنطونيا لوتنير لاعبة كرة مضرب ألمانية.
- 24 أغسطس – لوكا أماتو متسابق دراجات نارية ألماني.
- 25 أغسطس – دونيس أفديياي لاعب كرة قدم ألباني.

### سبتمبر
- 9 سبتمبر – نيلي رايمر لاعبة كرة يد ألمانية.
- 21 سبتمبر – تيلو كيهرير لاعب كرة قدم ألماني.
- 30 سبتمبر – ألكسندر نوبل لاعب كرة قدم ألماني.

### نوفمبر
- 11 نوفمبر – جانلوكا غاودينو لاعب كرة قدم ألماني.
- 13 نوفمبر – نيلس كوربر لاعب كرة قدم ألماني.

## وفيات

### يناير
- 6 يناير – كورت خموكر (مواليد 1919) سياسي ألماني.

### فبراير
- 9 فبراير – أدولف غالاند (مواليد 1912)
- 23 فبراير – هيلموت شون (مواليد 1915) لاعب ومدرب كرة قدم ألماني.

### مارس
- 23 مارس – برجيوس (مواليد 1910)
- 26 مارس – كيته شتروبل (مواليد 1907) سياسية ألمانية.
- 27 مارس – إغناس كوفالتشيك (مواليد 1913) لاعب كرة قدم فرنسي.

### أبريل
- 22 أبريل – أوسكار بفايفر (مواليد 1902) كاتب ألماني.

### مايو
- 7 مايو – رودلف فيرنر (مواليد 1920) سياسي ألماني.
- 23 مايو – بيرنهارد كلودت (مواليد 1926) لاعب كرة قدم ألماني.

### يونيو
- 5 يونيو – إريك باغ (مواليد 1912) فيزيائي ألماني.
- 21 يونيو – غيرهارد فينلاند (مواليد 1916) مغني ألماني.

### يوليو
- 22 يوليو – بيتر لودفيغ (مواليد 1925)

### أغسطس
- 14 أغسطس – ألبرت نويبيرغر (مواليد 1908) عالم بريطاني في الكيمياء الحيوية.
- 25 أغسطس – راينهارت ليبودا (مواليد 1943) لاعب كرة قدم ألماني.

### سبتمبر
- 13 سبتمبر – جاين باكستر (مواليد 1909)

### نوفمبر
- 8 نوفمبر – إيدموند قروبر (مواليد 1936) صحفي ألماني.
- 24 نوفمبر – فالتر بيوركمان (مواليد 1896)